# Bagansiapiapi
Bagansiapiapi (ook gekend als Bagan) is een stad in de Indonesische provincie Riau, op het eiland Sumatra. Ze is de hoofdplaats van het regentschap Rokan Hilir.
De stad ligt aan de oostkust van Sumatra, aan de straat Malakka, nabij de delta van de rivier de Rokan. Ze ligt ongeveer op dezelfde breedtegraad als Malakka.